# 佐須村
佐須村（さすむら）は、長崎県下県郡にあった村。1956年（昭和31年）に厳原町・久田村・豆酘村と合併し、改めて発足した厳原町の一部となった。
現在の対馬市厳原町の北西部にあたる。

## 地理
対馬島の南部に位置する。対馬における「佐須」の地名の由来について、『津島紀事』のうち佐須郷の項目によれば、波浪や河川が運ぶ土砂によって形成された「砂州」にちなむとされる。
- 山：有明山、矢立山、後山、中山、丸山、黒土山、大坂壇山、穴ノ壇山、ニガカシ山、権現山、隠蔵寺山、柳ノ壇山、竜本山、月輪山、カズエノ壇山、野田ノ壇山、断伐山、板置山、舞石ノ壇山、大鳥毛山、小鳥毛山、増木庭山、大平山、天ノ原山、冷水山、狩山、白山、黒岳、金田山、大隈山、関ノ隈山、三隈山、佐須峠（佐須坂）
- 河川：佐須川、小茂田川、日見川、シワコウ川、阿連川、上槻川、椎根川、悪水川、久根川
- 港湾：小茂田港

## 沿革
当村域の一帯について、中世は「佐須郡」の一部、近世は「佐須郷」の一部に属した。また『津島紀事』によれば、佐須郷内には9村が属していたとされる。佐須郷は対馬島内の他の各郷とともに明治5年に廃止された。
- 1908年（明治41年）4月1日 - 島嶼町村制施行により、久根浜村・久根田舎村・上槻村・椎根村・小茂田村・樫根村・下原村・阿連村が合併し下県郡佐須村が発足[6]。
- 1956年（昭和31年）9月30日 - 厳原町・久田村・豆酘村と合併して改めて厳原町が発足し、佐須村は自治体として消滅。

## 地名
大字を行政区域とする。
- 阿連（あれ）
- 樫根（かしね）
- 久根田舎（くねいなか）
- 久根浜（くねはま）
- 上槻（こうつき）
- 小茂田（こもだ）
- 椎根（しいね）
- 下原（しもばる）

## 産業
佐須川沿岸の樫根・下原に所在する対州鉱山は、天武天皇年間に初めて銀を採掘し朝廷へ献上した歴史を持つ。江戸期の徳川家光の代では銀とともに鉛の産出が行われ、明治以降は鉛や亜鉛等の産出を主とする。所有者を転々とした後、1939年（昭和14年）に日本亜鉛（後の東邦亜鉛）が鉱山一帯を買収した。戦時中の休山を経て1948年（昭和23年）に操業を再開したが、採掘に伴う河川や田畑の汚染が懸念された。
新設の厳原町発足以降、鉱山周辺地域のカドミウム汚染が判明する。また鉱床の枯渇もあり、1973年（昭和48年）12月までに閉山となった。閉山以降は公害防除を目的とした土地改良事業の一環として、鉱山周辺の農地復旧工事が行われている。

## 名所・旧跡
- 矢立山古墳群
- 対馬銀山
  - 銀山神社
  - 銀山上神社
- 小茂田浜神社
- お首塚・手足塚・お胴塚

## 佐須村出身の著名人
- 島村成達（衆議院議員）